# Psilocybin
Psilocybin, summaformel C12H16N2HPO4, är ett aktivt ämne i psykedeliska svampar som tillhör gruppen tryptaminer. Upplevelsen från psilocybin sägs till stor del likna ett LSD-rus, största skillnaden är att det är kortare, omkring sex timmar.
Toleransen byggs upp fort. Om den används mer än en gång i veckan kan detta leda till att drogens effekter blir betydligt svagare.
De receptorer som påverkas är serotoninreceptorer vilka är de samma som påverkas av många psykedeliska droger, bland annat LSD och meskalin.
Egentligen är det inte själva psilocybinet som påverkar den som tagit drogen utan en liknande molekyl kallad psilocin vilken är en metabolit (nedbrytningsprodukt) av psilocybin.
Psilocybin är en traditionell drog som är integrerad i religiösa ceremonier i Europa, Syd- och Mellanamerika. Det finns arkeologiska bevis för att svampar som innehåller psilocybin användes redan 7000-9000 år före Kristus i Saharas öken i sydöstra Algeriet. 6000 år gamla bildtecken, nära den Spanska staden Villar del Humo, illustrerar flera svampar som har blivit identifierade som Psilocybe hispanica, en svampart som är lokal för området och tillhör de svampar som innehåller Psilocybin. Arkeologiska fynd i Mexiko, även en så kallad mayaindiansk "svampsten" i Guatemala har också blivit tolkade av vissa som bevis för rituell och ceremoniell användning av psykedeliska svampar i mayaindiansk och aztekisk kultur.
År 1957 beskrev R. Gordon Wasson de psykedeliska visioner som han hade upplevt i "Seeking the Magic Mushroom", en artikel som blev publicerad i den Amerikanska veckotidningen Life. Senare samma år följde den franske mykologen Roger Heim, som identifierade ytterligare arter i släktet Psilocybe. Heim kultiverade dessa svampar i Frankrike, och skickade prover för analys till den kände kemisten Albert Hofmann. Hofmann var en schweizisk kemist anställd av det multinationella farmakologiska företaget Sandoz (nu Novartis). Hofmann, som år 1938 hade skapat LSD, ledde en forskargrupp som isolerade och identifierade de psykoaktiva ämnena i Psilocybe mexicana.
Substansen är narkotikaklassad och ingår i förteckning P I i 1971 års psykotropkonvention, samt i förteckning I i Sverige, vilket innebär "narkotika som normalt inte har medicinsk användning". Sedan 1999 är även svampar som innehåller psilocybin narkotikaklassade i Sverige.

## Effekter
Psilocybin upptas oralt sedan bryts det ner av metaboliska enzymer i magen och omvandlas då till det aktiva ämnet psilocin. Effekterna börjar kännas av efter 15-45 minuter, beroende på vilket sätt svampen förtärs. Illamående kan uppstå, men det går oftast över i takt med att drogen tas upp mer av kroppen. Kräkningar kan förekomma; det är helt beroende på vem som brukar drogen.

## Modern forskning
Nästan all forskning som har skett på psilocybin skedde under 1960-talet. Forskningen stoppades generellt samtidigt som preparatet blev klassat som narkotika.
De senaste åren har enstaka forskningsprojekt återigen tillåtits i USA. Målsättningen med de forskningsprojekt som har tillåtits har varit att samla grundkunskap som på sikt kan leda till nya läkemedel.
Den internationella forskningen om psilocybin har utökats markant sedan tidigt 2000-tal. Under senare år har nya forskningsprojekt etablerats för att undersöka potentialen hos psilocybin inom olika medicinska tillämpningar, inklusive behandling av depression och andra psykiatriska tillstånd. Specifikt för depression, har intresset för psilocybin resulterat i en rad kliniska studier.
I en studie publicerad 2008 lät forskare från Johns Hopkins-universitetet i Maryland, USA, 36 frivilliga försökspersoner ta psilocybin under kontrollerade omständigheter. Majoriteten av försökspersonerna kände fortfarande välbefinnande 14 månader senare. Utöver religiösa upplevelser konstaterades också lyckokänslor. En majoritet beskrev också den tiden som en av de mest meningsfulla och andliga perioderna i livet, enligt Roland Griffiths, professor på institutionen för psykiatri, beteendevetenskap och neurovetenskap. Resultatet av den kliniska studien publicerades i Journal of Psychopharmacology.
I en annan studie, har det gjorts en långtidsuppföljning publicerad år 2020 i tidskriften Psychopharmacology, som dokumenterade lovande resultat när dom undersökte psykedelisk terapi för cancerpatienter.
I en ny studie i England 2022, visade psilocybin på positiva resultat. 
En undersökning där 51 personer deltog visade på att en stor dos av psilocybin efterlämnade en kraftig och bestående personlighetsförändring hos 60 % av de medverkande försökspersonerna. De bestående förändringarna uppmättes i de delar av personligheten som kallas öppenhet, vilket inkluderar drag relaterade till fantasi, estetik, känslor, abstrakta idéer och allmän öppensinnighet.
Omfattande icke-kliniskt underlag och nya studier visar på att psilocybin kan vara effektivt vid behandling av migrän, dels för att avbryta en period av migränanfall och dels för att förlänga symptomfria perioder.
I Sverige utmärker sig PSIPET-studien, en signifikant fas II-studie i detta sammanhang, landets första kliniska prövning av psilocybin. Denna nyligen avslutade studie, som drivits av Karolinska Institutet i samarbete med Region Stockholm, har undersökt hur syntetiskt framställt psilocybin i kombination med psykologiskt stöd påverkar jämfört med en kontrollgrupp som mottog placebo och liknande stöd. Studien har finansierats av Osmond Foundation, Usona Institute och Vetenskapsrådet. Resultaten väntas publiceras senare under året.
En annan viktig fas II-studie, CAPSI, finansierad av Vetenskapsrådet, planerar att rekrytera 100 cancerpatienter från onkologkliniker i Stockholm, Uppsala, Västra Götaland och Örebro. Studien är placebokontrollerad och undersöker både antidepressiva effekter och potentiella biverkningar sex månader efter behandling. Förutom standardmetoder som EEG, kommer patienterna också genomgå mer djupgående analyser såsom MEG, fMRI och PET för att studera psilocybins biologiska effekter och dess mekanismer i behandling av depression.
Under 2024 har ett europeiskt forskningsprojekt vid namn PsyPal, inkluderande svenska deltagare såsom Human Kind Labs och Norrsken Mind, samt universiteten i Stockholm och Uppsala, beviljats EU-finansiering. Projektet drivs av ett europeiskt konsortium med 19 medlemmar och syftar till att undersöka om psilocybin kan vara effektivt mot depression hos patienter med svåra sjukdomar som ALS, Parkinsons, MS och kroniskt obstruktiv lungsjukdom (KOL). Forskningen kommer inte att ske i Sverige utan i fyra andra europeiska länder: Nederländerna, Portugal, Tjeckien och Danmark.